# Rogownica polna
Rogownica polna (Cerastium arvense L.) – gatunek roślin z rodziny goździkowatych (Caryophyllaceae). Jest szeroko rozprzestrzeniona na północnej półkuli. Występuje w Azji, Europie, Afryce Północnej i Ameryce Północnej (aż po Alaskę i Jukon). W Polsce jest rośliną pospolitą. 

## Systematyka i nazewnictwo
Posiada ponad 40 synonimów. Jednym z nich jest według baz taksonomicznych Cerastium tatrae Borbás, w kolejnych wydaniach list flory Polski opisywany jako odrębny gatunek – rogownica Raciborskiego.
Takson zróżnicowany morfologicznie na kilka podgatunków i odmian:
- Cerastium arvense subsp. lerchenfeldianum (Schur) Asch. & Graebn.

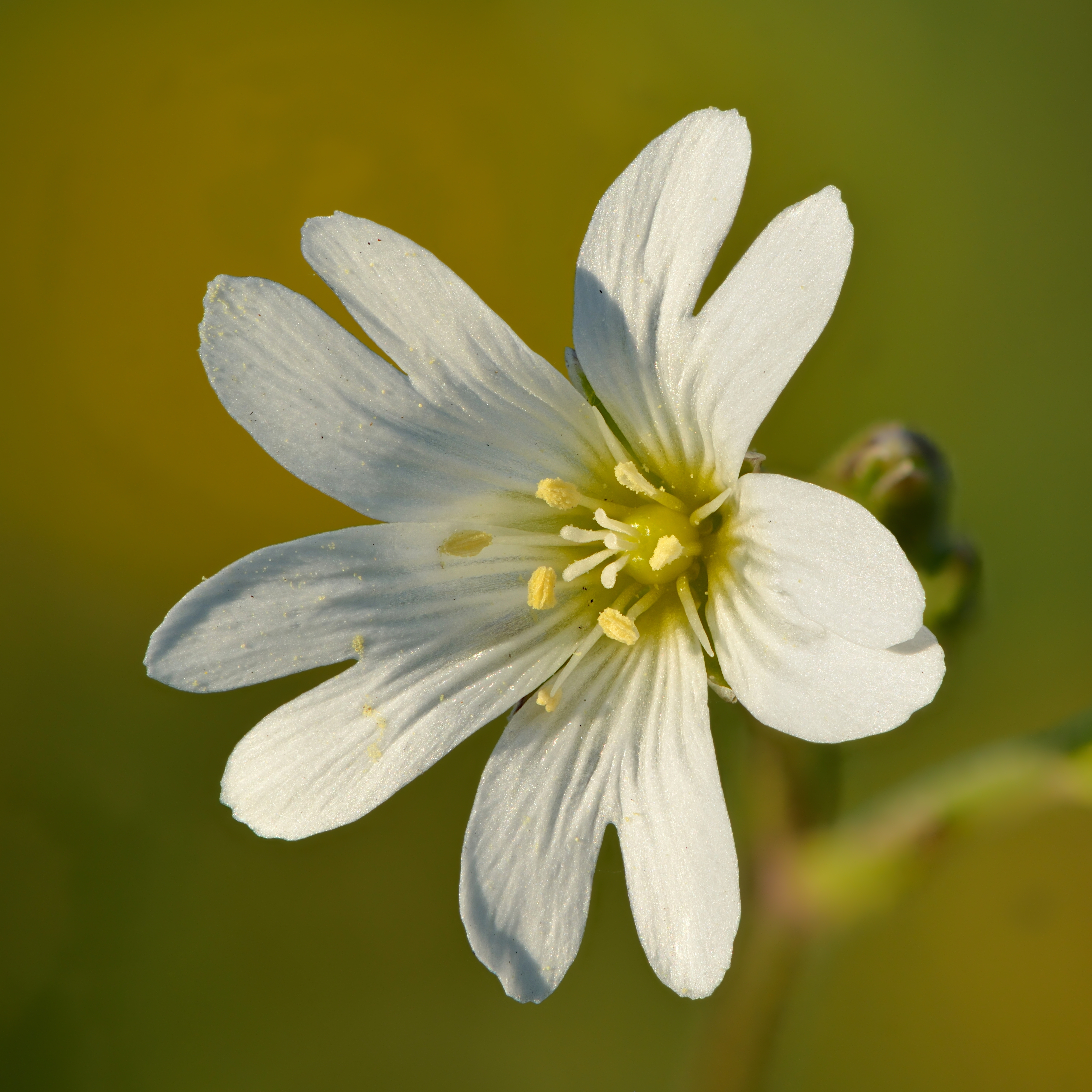
Kwiat

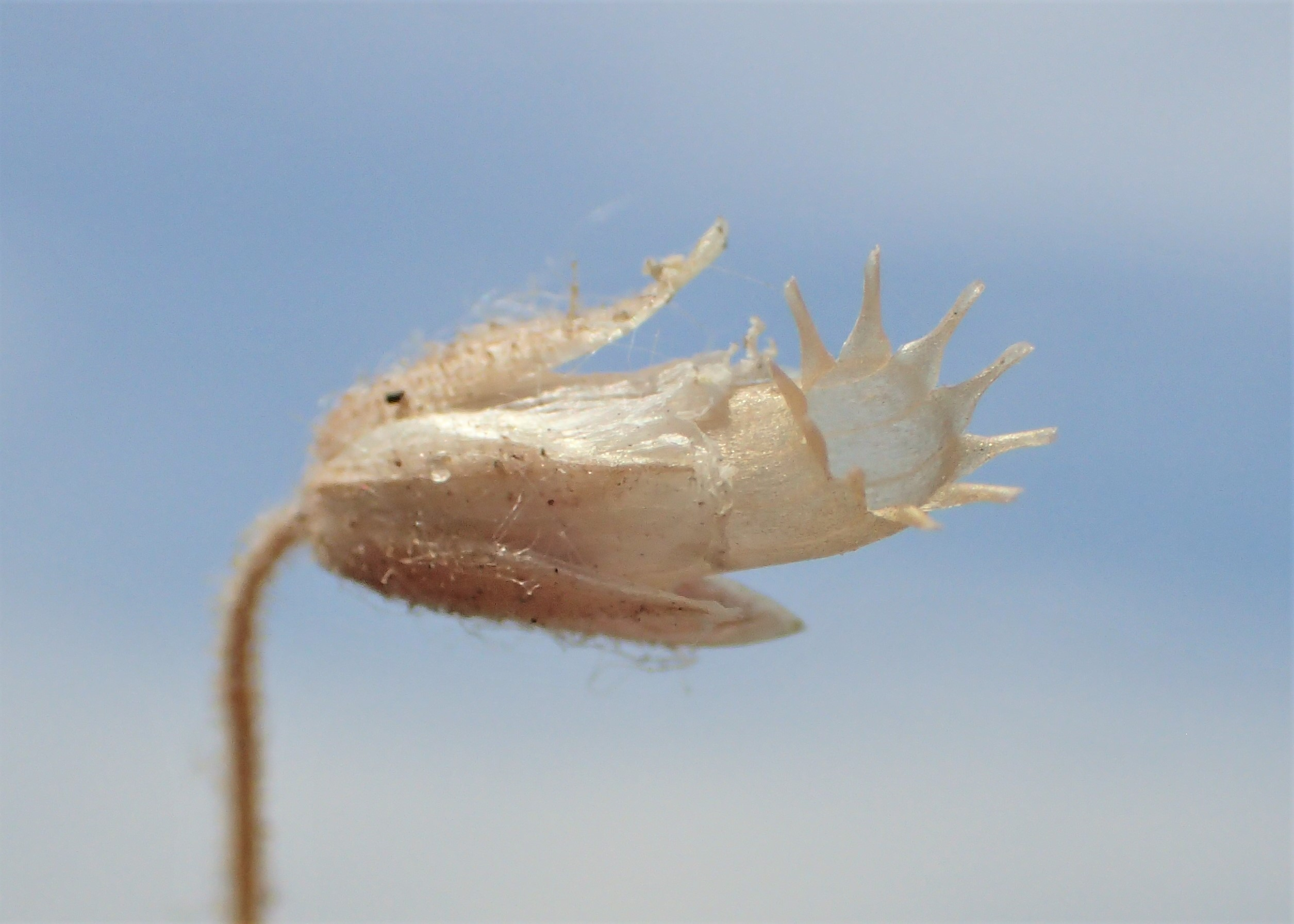
Owoc

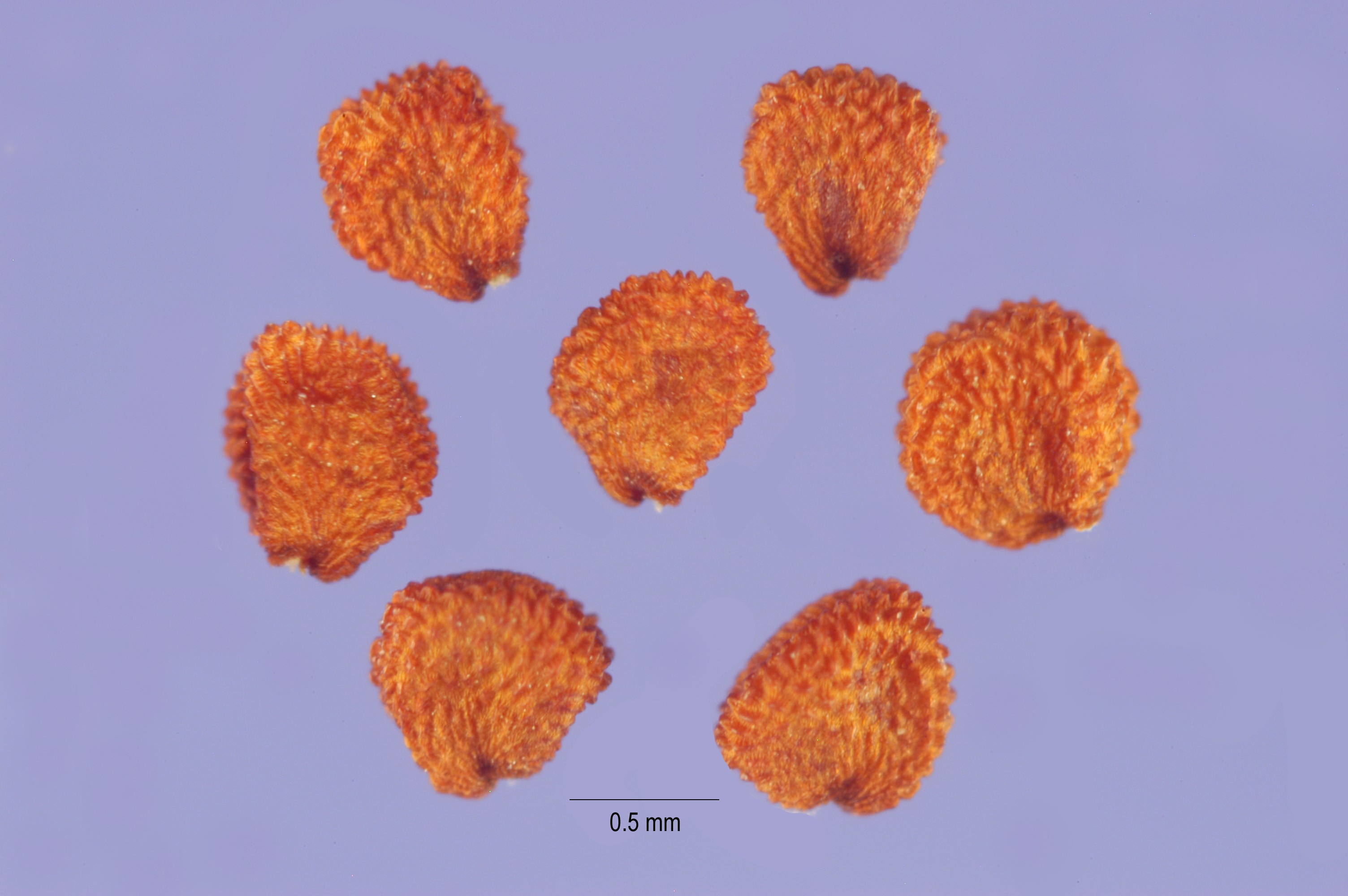
Nasiona

- Cerastium arvense var. mitsumorense (Miyabe & Tatew.) S.Akiyama
- Cerastium arvense subsp. molle (Vill.) Arcang.
- Cerastium arvense subsp. strictum Gaudin
- Cerastium arvense subsp. suffruticosum (L.) Hegi

## Morfologia
PokrójRoślina o wysokości 15–30 cm, tworząca luźne darnie.
ŁodygaLiczne łodygi dołem pokładające się na ziemi, potem wyprostowane. Oprócz pędów kwiatowych występują z kątów liści liczne pędy płonne. Są gęsto ulistnione, krótko owłosione, a górą ogruczolone.
LiścieUlistnienie naprzeciwległe, liście lancetowate, od długości do 3 cm, siedzące i zrośnięte nasadami. Mają orzęsione, suchobłoniaste brzegi. Górne liście przechodzą w silnie obłonione podsadki. Krótko owłosione.
KwiatyStosunkowo duże, po 3–12 zebrane w dwuramienną wierzchotkę na szczycie pędu kwiatowego. Wyrastają na wygiętych szypułkach, które wyprostowują się dopiero po dojrzeniu nasion. Działki kielicha mają długość 5–6,5 mm i są orzęsione lub ogruczolone i biało obrzeżone. 5 białych płatków korony o długości 8–11 mm z wycięciem dochodzącym do 1/3 ich długości, dwukrotnie dłuższe od działek kielicha. Słupek z 5 szyjkami.
OwoceWalcowate, pękające 10 ząbkami torebki z brunatnymi i brodawkowatymi nasionami o długości do 1 mm.

## Biologia i ekologia
Bylina, chamefit o łodygach mających zdolność zakorzeniania się w węzłach. Przedprątne kwiaty kwitną od kwietnia do czerwca, w części zasięgu do lipca. Zapylane są przez błonkówki i muchówki. Jeżeli nie dojdzie do zapylenia krzyżowego, może nastąpić samozapylenie, gdyż po pewnym czasie znamiona słupka rozchylają się na boki i mogą zetknąć się z pylnikami. Nasiona rozsiewane są przez wiatr i prawdopodobnie także mrówki.
Gwiazdnica ta rośnie na przydrożach, suchych łąkach, polach uprawnych, na kamienistych zboczach i w szczelinach murów. W Tatrach występuje od regla dolnego aż po piętro turniowe. W klasyfikacji zbiorowisk roślinnych gatunek charakterystyczny dla klasy (Cl.) Agropyretea (wymaga dalszych badań), związku (All.) Vicio-lathyroidis-Potentillion (wymaga dalszych badań) i Ass. Diantho-Armerietum. Występuje na glebach uboższych, wapiennych, luźnych – przeważnie piaszczystych, także na skarpach z tłucznia i murach wśród rzadkiej roślinności. Jest rośliną światło- i ciepłolubną, pionierską na ubogich i słonecznych siedliskach.